# Jesús Pérez (politique)
Pour les articles homonymes, voir Jesús Pérez et Pérez.
Jesús Pérez est un homme politique vénézuélien, né à La Veguita (État de Barinas) le 11 novembre 1953. Il a été ministre de l'Environnement et des Ressources naturelles renouvelables entre 1999 et 2000 et ministre des Relations extérieures en 2004. Il a également été ambassadeur du Venezuela en France, ainsi qu'en Algérie et à Monaco.

## Biographie
Né à La Veguita, dans l'État de Barinas, il est un ami d'enfance et camarade de classe de celui qui deviendra président de la république du Venezuela Hugo Chávez. Selon Wikileaks, il serait même son demi-frère.  Il épouse une Française d'origine marocaine et s'est installé en France où il a obtenu un diplôme de géographie à l'université de Toulouse-Le Mirail et un doctorat en géographie en milieu rural. Professeur de géographie dans plusieurs universités françaises, il a eu des enfants qui ont la nationalité française. 

## Carrière politique
Rejoignant précocement Hugo Chávez dans son ascension politique, ce dernier le nomme ministre de l'Environnement et des Ressources naturelles renouvelables dès son arrivée au pouvoir en 1999. L'année suivante, il quitte son ministère et devient ambassadeur du Venezuela en France, poste qu'il conserve jusqu'en 2004, lorsqu'il devient ministre des Relations extérieures, chargé des affaires étrangères de son pays. Entre 2001 et 2002, il est simultanément avec son poste d'ambassadeur en France, également ambassadeur du Venezuela en Algérie. En 2006, il est de nouveau ambassadeur du Venezuela en France.
Le 27 mai 2009, il remet également ses lettres de créances au prince Albert II de de Monaco, comme ambassadeur du Venezuela à Monaco. 

## Sources
- (es) Cet article est partiellement ou en totalité issu de l’article de Wikipédia en espagnol intitulé « Jesús Arnaldo Pérez » (voir la liste des auteurs).